# 10444 de Hevesy
A 10444 de Hevesy kisbolygó a kisbolygóövben kering. A kisbolygó a nevét Hevesy György magyar vegyészről kapta, aki előbb a budapesti Pázmány Péter Tudományegyetemen, majd a Koppenhágai Egyetemen dolgozott. Dániában fölfedezte Costerrel együtt a hafniumot. 1943-ban Nobel-díjat kapott a radioaktív elemekkel végzett nyomjelzéses módszer fölfedezéséért.

## Külső hivatkozások
- A 10444 de Hevesy kisbolygó a JPL Small-Body adatbázisában